# Renato Piccolo
Renato Piccolo (* 31. Dezember 1962 in Portogruaro) ist ein ehemaliger italienischer Radrennfahrer und nationaler Meister im Radsport.

## Sportliche Laufbahn
Piccolo war Bahnradsportler und im Straßenradsport aktiv. Er war Teilnehmer der Olympischen Sommerspiele 1984 in Los Angeles. Im olympischen Straßenrennen schied er aus.
Als Amateur war er 1984 im Giro del Belvedere und im Rennen Astico–Brenta erfolgreich. 1985 wurde er Berufsfahrer im Radsportteam Malvor-Botecchia und blieb bis 1989 als Radprofi aktiv.
Den Giro della Toscana gewann er 1987 vor Claudio Chiapucci. 1988 holte er in der Andalusien-Rundfahrt einen Etappensieg.
Piccolo bestritt alle Grand Tours. Im Giro d’Italia startete er dreimal. 1986 wurde er 40., 1987 47. und 1988 63. der Gesamtwertung. 1986 schied er in der Tour de France aus. In der Vuelta a España 1987 schied er aus. 1987 schied er im Rennen der Straßenradsport-Weltmeisterschaften aus.
Im Bahnradsport gewann er 1988 die nationale Meisterschaft in der Einerverfolgung der Profis.